# Platycerium superbum
Espèce
Platycerium superbum est une espèce de fougères épiphytes de la famille des Polypodiaceae.

## Répartition
Elle est originaire des forêts tropicales humides de Nouvelle-Galles du Sud en Australie, d'Asie et du Pacifique. Platycerium superbum a été découvert à Hawaii en 1912, lorsqu'un collectionneur de plantes nommé Albert Koebele a remarqué des spécimens de la plante sur des arbres dans la région de Honolulu. Depuis lors, cette fougère a été largement cultivée dans les jardins hawaiiens, ainsi que dans d'autres régions du monde où les conditions climatiques sont favorables à sa croissance.
Elle est utilisée comme plante décorative dans de nombreux pays, pour sa beauté unique et sa facilité d'entretien.

## Étymologie
Le nom Platycerium superbum est dérivé du grec ancien "platys" qui signifie "large" et "keras" qui signifie "corne". La plante doit son nom à ses frondes fertiles, qui ressemblent aux cornes / aux bois d'un cerf. ou d'un wapiti.

## Description
Platycerium superbum se développe en formant un nid collecteur d'humus de frondes non fertiles, pouvant atteindre jusqu'à un mètre de largeur. Les frondes fertiles pendantes peuvent quant à elles atteindre jusqu'à deux mètres de longueur et sont produites une fois par an, généralement au début de l'été. Les frondes non fertiles sont larges et ramifiées, ajoutant à l'aspect spectaculaire de cette plante.
Cette fougère a une croissance lente, mais une fois établie, elle peut vivre longtemps, pouvant dépasser les 50 ans d'âge.

## Nutrition
Dans la nature, la structure du nid de Platycerium superbum capture les feuilles qui tombent et d'autres détritus qui se décomposent ensuite pour fournir à la plante des nutriments. Cette capacité à absorber des nutriments à partir de matières organiques en décomposition est typique des fougères épiphytes. Les fougères sont connues pour favoriser un environnement légèrement acide, ce qui encourage la croissance des plantes propagées. Certains producteurs recommandent d'ajouter des feuilles de thé utilisées directement au nid de la plante pour lui fournir des nutriments supplémentaires. D'autres recommandent de faire de même avec la pelure de banane.

## Propagation
La propagation de Platycerium superbum se fait par les spores minuscules qu'elle produit. Celles-ci sont dispersées par le vent et se reproduisent sur les arbres voisins.

## Culture
En termes de culture, Platycerium superbum nécessite une exposition à la lumière vive mais indirecte, ainsi qu'un environnement humide et bien aéré. Elle doit être arrosée régulièrement, mais attention à ne pas laisser l'eau stagner dans son nid. Cette plante est résistante aux maladies et aux ravageurs, ce qui en fait un choix idéal pour les jardiniers débutants ou pour ceux qui souhaitent ajouter une touche exotique à leur jardin.